# اتحادیه اسلامی ترکمن‌های عراق
اتحادیه اسلامی ترکمن‌های عراق (به ترکی استانبولی: Irak Türkmeni İslam Birliği) یک جنبش سیاسی اسلام‌خواه با ایدئولوژی شیعه‌گرا است که در سال ۱۹۹۱ میلادی در عراق به نمایندگی از مردم ترکمن عراق که پس از انتخابات سال ۲۰۰۵ میلادی به یکی از شاخه‌های ائتلاف دولت قانون به رهبری نوری مالکی نخست وزیر عراق و رهبر حزب الدعوه پیوست. معاون اتحاد اسلامی ترکمن‌های عراق، جاسم محمدجعفر در سال ۲۰۰۵ وزیر مسکن دولت انتقالی و وزیر ورزش دولت نوری مالکی از سال ۲۰۰۶ است.